# Sherman megye (Oregon)
Sherman megye az Amerikai Egyesült Államokban, azon belül Oregon államban található. Megyeszékhelye Moro, legnagyobb városa Wasco. Lakosainak száma 1870 fő (2020. április 1.).

## Szomszédos megyék
- Klickitat megye (észak)
- Gilliam megye (kelet)
- Wasco megye (délnyugat)

## Népesség
A megye népességének változása:
| Lakosok száma | 1772 | 1736 | 1739 | 1731 | 1680 | 1870 |
|               | 2010 | 2011 | 2012 | 2013 | 2015 | 2020 |